# إكديسون
إكديسون هو هرمون ستيرويدي عند الحشرات يحفز تخليق البروتينات الداخلة في عمليتي الانسلاخ وتحول الشكل.
يحفز هرمون إكديسون التحول في يرقات الذباب.
الإكديسون هو أيضاً طليعة هرمون، إذ تجرى عليه تفاعل إضافة هيدروكسيل ليتحول إلى 20-هيدروكسي إكديسون. هذه الهرمونات الإكديستيرويدية لها دور في تحفيز عملية الانسلاخ في مفصليات الأرجل، ولكنها منتشرة أيضاً في شعب تصنيفية أخرى لدى الحشرات، وتكون لها أدوار أخرى.